# Abbi cura di me
Albums de Simone Cristicchi
Album di famiglia
(2013)
Abbi cura di me est un album de reprises et de deux chansons originales du chanteur italien Simone Cristicchi sorti le 8 février 2019 chez Sony Music.

## Historique
L'album reprend essentiellement des chansons de Simone Cristicchi parues entre 2005 et 2013 sur ses précédents albums, mais comporte aussi deux chansons inédites à l'image du titre homonyme, Abbi cura di me, présenté lors du Festival de Sanremo 2019, arrivé à la cinquième place en cinquième soirée à l'issue du concours et mais lauréate toutefois du prix Sergio Endrigo de la « Meilleure interprétation » et du prix Giancarlo Bigazzi de la « Meilleure composition musicale »,.
La parution de l'album est suivie d'une tournée italienne.

## Liste des titres de l'album
En l'absence de précision, les chansons sont paroles et musiques de Simone Cristicchi :
1. Abbi cura di me – 4:01 (Simone Cristicchi, Gabriele Ortenzi, Nicola Brunialti)
2. Lo chiederemo agli alberi – 2:56
3. Ti regalerò una rosa – 3:47
4. Studentessa universitaria – 3:50 (Simone Cristicchi, Francesco Musacco)
5. L'ultimo valzer – 4:41
6. La vita all'incontrario – 3:26 (Simone Cristicchi, Giovanni Zappalà)
7. La prima volta (che sono morto) – 3:12 (Simone Cristicchi, Leonardo Pari)
8. Meno male – 2:58 (Simone Cristicchi, Alessandro Canini, Francesco Di Gesù, Elia Marcelli)
9. Vorrei cantare come Biagio – 3:03 (Simone Cristicchi, Leonardo Pari, Biagio Antonacci)
10. La cosa più bella del mondo – 3:41
11. Laura – 3:24
12. Magazzino 18 – 4:03 (Simone Cristicchi, Francesco Musacco, Giuseppe Nider)
13. Angelo custode – 3:15
14. L'Italia di Piero – 3:02 (Simone Cristicchi, Rosario Castagnola, Emiliano Ballarini, Diego Leanza, Ernesto Migliacci, Assolo, Leonardo Pari, Francesco Migliacci jr.)
15. Fabbricante di canzoni – 2:51
16. I matti de Roma – 3:19 (Simone Cristicchi, Danilo Ippoliti)
17. Genova brucia – 3:44
18. Che bella gente – 3:09 (Simone Cristicchi, Simona Cipollone)
19. Cellulare e carta SIM – 3:17
20. Mi manchi – 3:35 (Roberto Pacco, Simone Cristicchi, Felice Di Salvo)
21. Insegnami – 4:04